# Trigonotylus psammaecolor
Trigonotylus psammaecolor is een wants uit de familie van de blindwantsen (Miridae). De soort werd het eerst wetenschappelijk beschreven door Odo Reuter in 1885.

## Uiterlijk
De slanke lichgroene blindwants is macropteer en kan 5,5 tot 7 mm lang worden. Over de kop loopt in het midden een donkergroene groef en twee donkergroene strepen over de ogen die doorlopen over het halsschild en het scutellum. Het halsschild en scutellum heeft een lichtgroene streep over het midden. De pootjes zijn geheel groen. De antennes zijn rood, alleen het eerste segment is aan het begin groen.

## Leefwijze
De wants overwintert als eitje en er is een enkele generatie per jaar. De eitjes worden in grashalmen gelegd. De volwassen dieren kunnen van juni tot augustus gevonden worden in kustgebieden en duinen op biestarwegras (Elytrigia juncea), helm (Ammophila arenaria), duinriet (Calamagrostis epigejos) en zandhaver (Leymus arenarius).

## Leefgebied
In Nederland is de soort zeldzaam en wordt alleen langs de kust gevonden, sinds 1971 alleen nog op de Waddeneilanden. Het leefgebied is Palearctisch, langs de kust van de Oost- en Noordzee, de Atlantische kust en het westelijke Middellandse Zeegebied.